# Survival 3C Masters
Das Survival 3C Masters (3c = 3-cushion = Dreiband), ursprünglich als Dreiband Challenge World Masters (englisch: 3-Cushion Challenge World Masters, kurz 3CC) gegründet, ist eine Karambolageturnierserie in der Disziplin Dreiband, das als Einladungsturnier ausgetragen wird und 2018 neu in den Turnierkalender der Union Mondiale de Billard (UMB) aufgenommen wurde.

## Geschichte
Die Erfolgsgeschichte des Internet-TV-Senders Kozoom ließ den Gründer Xavier Carrer und den CEO der koreanischen Kozoom.int, William Oh, zu der Idee greifen, ein eigenes Turnier mit hohen Preisgeldern auszurichten. 2017 war die Idee so weit ausgereift, dass nur noch der Weltverband UMB überzeugt werden musste, die Serie mit anfänglich drei Turnieren pro Jahr in ihren Veranstaltungskalender aufzunehmen, damit es nicht zu Terminüberschneidungen mit den offiziellen Turnieren kam. Nachdem die Finanzierung geklärt war, verkündete Carrer im Februar 2018 offiziell die Ausrichtung, die UMB zog mit ihrer Ankündigung am 9. Mai 2018 nach. Das erste Turnier soll, auch auf Wunsch der koreanischen Hauptsponsoren, am 12. Juli in Seoul eröffnet werden. Der koreanische Nationalverband Korea Billiards Federation (KBF) ist ebenfalls an der Ausrichtung beteiligt.
Als erste Frau erhielt die Frauenweltmeisterin Therese Klompenhouwer eine Wildcard für das erweiterte Turnier 2019/4.
Die meisten Punkte, die in einem Survival Turnier erzielt wurden, spielte der 21-jährige Koreaner Kim Jun-tae in der Qualifikation zum Hauptturnier im September 2019 in Seoul. Kim erreichte 183 Punkte in 16 Aufnahmen bei einer Höchstserie von 16 Punkten. Er verbesserte die alte Bestmarke von 163 Punkten, aufgestellt von Eddy Merckx im November 2018 in Guri.

Aufgrund der COVID-19-Pandemie wurden alle Survival 3C Masters 2020 und 2021 abgesagt.

## Turniermodi

### MyWeb Sport(nur 1. Turnier)
Teilnahmeberechtigt sind die ersten 20 Spieler der Weltrangliste. Zusätzlich wird es pro Turnier vier Wildcards geben, so dass insgesamt 24 Spieler teilnehmen. Diese werden zunächst in der Vorrunde/Qualifikation zu Dritt in acht Gruppen im Round Robin gegeneinander antreten. Die Gruppenletzten scheiden aus und die restlichen 16 ziehen in die Endrunde nach K.-o.-System ein. Anders als bei den herkömmlichen Turniermodi wird bei der 3CC nicht auf Sätze oder Punkte gespielt, sondern nach Aufnahmen. Pro Spiel wird auf 20 Aufnahmen gespielt, wobei Spieler A die ersten 10 Spiele beginnt, Spieler B die restlichen 10. Der Anstoß wird, wie üblich, über den Ausstoß ermittelt. Der zweite große Unterschied besteht darin, dass nach einer erfolgreichen Aufnahme (Punktgewinn) nicht weitergespielt wird, sondern ein Computer eine beliebige Stellung auswählt. Dies wird mit der seit längerem bekannten MyWebSport-Technologie durchgeführt, wobei sich über jedem Tisch eine Videokamera (Auge) und ein beweglicher Laser-Pointer (Aufstellsystem) befinden, beide sind mit dem zum Tisch gehörenden Computer verbunden. Dieser nimmt über sein „Auge“ die Position der Bälle auf, wählt eine neue Stellung aus und zeigt sie per Laser auf dem Tisch an, die der Schiedsrichter dann aufsetzt.
Das System erwies sich für das koreanische Fernsehen als nicht sehr attraktiv weil der Sieger bereits sehr schnell eine große Führung herausgespielt hatte. Somit war das Turnier bereits zur Halbzeit entschieden. Ab dem zweiten Turnier wird das Turnier in dem in Korea sehr beliebten Survival System ausgetragen.

„Es gibt viele gute Gründe, solche neuen Regeln zu schaffen. Wenn wir die Weltcups, die Weltmeisterschaften betrachten und dazu das Champion of Champions als größtes UMB-Event im Dreiband, dann wäre es nicht sinnvoll eine Art Wettbewerbskonflikt zwischen den neuen Masters-Turnieren und den bestehenden UMB-Veranstaltungen zu schaffen. Unsere Philosophie ist die Einheit. Zweitens bieten wir schon mehr als 300 Stunden TV-Sendungen mit 40 Punkte Spielen über unseren koreanischen Partner, den TV-Sender MBC Sports. Als ich mit ihnen über die neue Masters-Serie diskutierte war ihr Hauptanliegen, innovativ zu sein, etwas neues zu schaffen. Die 3-Cushion-Challenge ist etwas anderes. Selbst wenn man das Defensiv-Spiel entfernt, wird die Essenz des Spiels nicht zerstört. Jede Position der Bälle stellt ein Problem dar, das man so gut wie möglich lösen muss, um den nächsten Punkt zu machen. Ein 3-Cushion-Challenge Match wird von Können und nicht von Glück bestimmt. Die Serien werden während einer Aufnahme immer zu Ende gespielt. Ich glaube, das wird für die Billardfans sehr spannend.“

### Survival(ab 2. Turnier)
Das bei der ersten Austragung gespielte System erwies sich für das koreanische Fernsehen als nicht sehr attraktiv. Einige Matches, unter anderem das Finale, waren schon sehr frühzeitig entschieden. Damit fehlte zum Teil schon zur Halbzeitpause die Spannung.
Das neue System, genannt Survival 3C Masters (englisch: Überleben) ist für Spieler, die nicht aus Korea kommen, neu. In Korea wird dieses System, „book bang“ genannt, sehr häufig gespielt. Der Spielaufbau ist wie folgt:
- Gespielt wird in 4er-Gruppen. Ein Spiel dauert 90 Minuten und ist in zwei Halbzeiten zu je 45 Minuten aufgeteilt, es gibt eine Pause von 5 Minuten.
- Jeder Spieler erhält zu Beginn einer Halbzeit 30 Punkte Startguthaben. Jede Karambolage, die ein Spieler macht, zählt 1 Punkt. Dieser wird den anderen als Minuspunkt abgezogen. Die Minuspunkte werden dem aktiven Spieler gutgeschrieben, er erhält also für je eine gemachte Karambolage 3 Punkte. Macht ein Spieler eine Seite von z. B. 5 Punkten, so werden den sitzenden Spielern jeweils 5 Punkte abgezogen, der aktive Spieler erhält 15 Punkte gutgeschrieben.

| Spieler | Gut- haben | Serie | Punkte± | End- stand |
| ------- | ---------- | ----- | ------- | ---------- |
| 1       | 30         | 5     | +15     | 45         |
| 2       | 30         | 5     | −5      | 25         |
| 3       | 30         | 5     | −5      | 25         |
| 4       | 30         | 5     | −5      | 25         |

- Jeder Spieler erhält eine Einspielzeit von 2 Minuten.
- Der Startspieler (1. Halbzeit) wird vom Computer (CueSco) gezogen. Dieser Spieler wird bei der Ziehung zur zweiten Halbzeit ausgeschlossen. Er spielt dann an Position vier.
- Das Match wird nicht mit dem klassischen Anfangsball begonnen, sondern der Schiedsrichter oder die Schiedsrichterin verteilt die Bälle zufällig per „Wurf“ auf dem Tisch.
- Die Shot clock steht auf 30 Sekunden.
- Jeder Spieler hat drei Verlängerungen pro Match.
- Die Spieler wechseln in der Aufnahme alternierend durch.
- Hat ein Spieler in der 1. Halbzeit sein Punktekonto auf Null (0) heruntergespielt, so kann er erst wieder in der 2. Halbzeit nach Erhalt von 30 Punkten weiterspielen.
- Bei einem Foul wird durch den Schiedsrichter erneut ein „Ballwurf“ durchgeführt.
- Das Match endet nach 90 Minuten, wenn die Runde von allen in der gleichen Aufnahme beendet ist. Die Spieler werden nach dem Punktestand ins Ranking gesetzt. Wertung für das Ranking:
  - Punkte
  - Höchstserie (HS)
- Sollten zwei Spieler am Ende die gleiche Punktezahl haben, zählt die Höchstserie. Haben zwei Spieler die gleiche Punktezahl, wobei nur einer weiterkommen kann, gibt es eine Penalty-Runde. Der Sieger steigt in die nächste Runde auf.

#### Weiterkommen („Turnierbaum“) bis 2019/3
- Letzten 24 (Qualifikation): sechs Gruppen zu je vier Spielern
  - die Erst- und Zweitplatzierten jeder Gruppe ziehen direkt ins Viertelfinale ein (12 Spieler)
  - die Dritt- und Viertplatzierten müssen in die Runde der „2. Chance“ (12 Spieler)
- „2. Chance“: drei Gruppen zu je vier Spielern (12 Spieler)
  - die Erstplatzierten (3) und der beste Zweitplatzierte (1) ziehen ins Viertelfinale ein (4 Spieler)
  - Die anderen Spieler sind ausgeschieden
- Finalrunde: Viertelfinale vier Gruppen (16), Halbfinale zwei Gruppen (8), Finale eine Gruppe zu je vier Spielern
  - Die Erst- und Zweitplatzierten jeder Gruppe ziehen eine Runde weiter
  - Die anderen Spieler sind ausgeschieden

### Änderungen 2019/4
- Mit dem 4. Turnier 2019 wurde die Teilnehmerzahl auf 32 erhöht. Es bleibt bei den gesetzten Top-20-Spielern plus vier Wildcard-Spieler. Es wurde ein zusätzliches Qualifikationsturnier vorab ausgerichtet, in dem acht koreanische Spieler die Chance auf eine Teilnahme am Hauptturnier erhielten.
- Es wird in acht Gruppen zu je vier Spielern gespielt.
- Es wird eine zweite „2. Chance“ geben.

Quellen:

#### Weiterkommen („Turnierbaum“)
- Letzten 32: acht Gruppen zu je vier Spielern
  - die Erstplatzierten jeder Gruppe ziehen direkt ins Viertelfinale ein (8 Spieler)
  - die vier besten Zweitplatzierten ziehen direkt ins Viertelfinale ein (4 Spieler)
  - die anderen Zweitplatzierten ziehen direkt in die zweite „2. Chance“ ein (4 Spieler)
  - die Dritt- und Viertplatzierten müssen zunächst in die Runde der ersten „2. Chance“ (16 Spieler)
- Erste 2. Chance: vier Gruppen zu je vier Spielern
  - die beiden Erstplatzierten jeder Gruppe ziehen in die zweite „2. Chance“ weiter (8 Spieler)
  - Die anderen Spieler sind ausgeschieden
- Zweite „2. Chance“: drei Gruppen zu je vier Spielern (4 Spieler aus den Letzten 32 + 8 Spieler aus der ersten „2. Chance“)
  - die Erstplatzierten und der beste Zweitplatzierte ziehen ins Viertelfinale ein
  - Die anderen Spieler sind ausgeschieden
- Finalrunde: Viertelfinale vier Gruppen, Halbfinale zwei Gruppen, Finale eine Gruppe zu je vier Spielern
  - Die Erst- und Zweitplatzierten ziehen eine Runde weiter

## Preisgeld
| Preisgeld ($) | Preisgeld ($) |
| ------------- | ------------- |
| Sieger        | 50.000        |
| Finalist      | 21.000        |
| 3. Platz      | 18.000        |
| 4. Platz      | 15.000        |
| 5. – 8.       | 10.000        |
| 9. – 16.      | 7.000         |
| 17. – 24.     | 5.200         |
| 25. – 32.     | 2.125         |
| Insgesamt     | 258.600       |

## Turnierstatistik
| Jahr | # | Ort      | Sieger           | GD    | Finalist         | GD    | Halbfinalisten/Platz 3 | GD    |
| ---- | - | -------- | ---------------- | ----- | ---------------- | ----- | ---------------------- | ----- |
| 2018 | 1 | Seoul    | Eddy Merckx      | 2,258 | Eddy Leppens     | 1,750 | Tayfun Taşdemir        | 2,333 |
| 2018 | 1 | Seoul    | Eddy Merckx      | 2,258 | Eddy Leppens     | 1,750 | Trần Quyết Chiến       | 1,424 |
| 2018 | 2 | Incheon  | Daniel Sánchez   | 1,888 | Semih Saygıner   | 2,000 | Choi Sung-won          | 1,945 |
| 2018 | 3 | Guri     | Dick Jaspers     | 2,040 | Trần Quyết Chiến | 1,842 | Semih Saygıner         | 1,962 |
| 2019 | 1 | Incheon  | Frédéric Caudron | 2,050 | Marco Zanetti    | 1,971 | Eddy Merckx            | 1,929 |
| 2019 | 2 | Seoul    | Dick Jaspers     | 2,081 | Heo Jung-han     | 1,726 | Cho Jae-ho             | 1,602 |
| 2019 | 3 | Istanbul | Eddy Merckx      | 2,550 | Kim Haeng-jik    | 1,761 | Cho Jae-ho             | 2,076 |
| 2019 | 4 | Seoul    | Semih Saygıner   | 2,128 | Cho Jae-ho       | 2,600 | Eddy Merckx            | 1,646 |